# FDP-Bundesparteitag 1998
Koordinaten: 51° 23′ 48″ N, 12° 24′ 10″ O

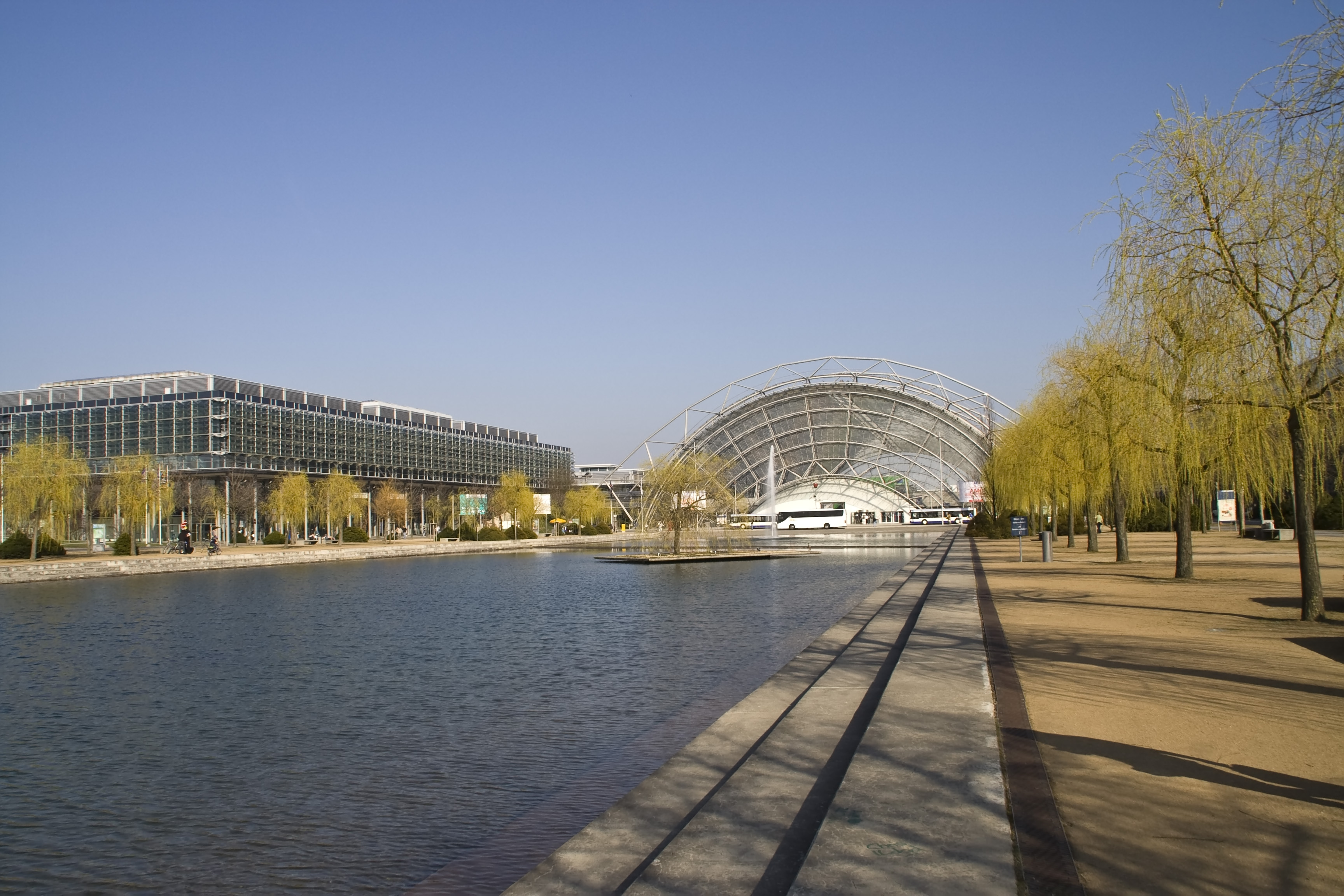
Leipziger Neue Messe

Den Bundesparteitag der FDP 1998 hielt die FDP vom 26. bis 28. Juni 1998 in Leipzig ab. Es handelte sich um den 49. ordentlichen Bundesparteitag der FDP in der Bundesrepublik Deutschland. 

## Verlauf
Auf dem Parteitag wurde das Programm zur Bundestagswahl 1998 beschlossen („Es ist Ihre Wahl.“). Der Parteivorsitzende Wolfgang Gerhardt warb erfolgreich für eine Koalitionsaussage zugunsten der Union. Generalsekretär Guido Westerwelle trat für eine Äquidistanz zu den Volksparteien CDU/CSU und zur SPD ein. Es wurde außerdem über eine „Bildungsoffensive“ diskutiert, die ein Abitur nach zwölf Jahren sowie schnellere Hochschulabschlüsse vorsah.